# Mosquée Youssef Dey
La mosquée Youssef Dey (جامع يوسف داي), également appelée mosquée Sidi Youssef, est la première mosquée de rite hanéfite de Tunis (Tunisie).
Bâtie en 1612 par Youssef Dey comme l'indique une inscription qui se trouve à l'intérieur de l'édifice, soit avant la mosquée Hammouda-Pacha, elle est située dans le quartier de la kasbah, près du palais du gouvernement ou Dar El Bey.

## Salle de prière
La salle de prière est encadrée de cours sur trois côtés à l'est, au nord et à l'ouest. Le long de la façade nord, un portique joue le rôle de galerie-narthex. De plan rectangulaire, la salle perpétue le plan classique de la salle hypostyle ; elle se compose de neuf nefs et sept travées. Les arcs reposent sur des colonnes, d'origines diverses, qui portent des chapiteaux de type hafside, hormis quelques exemplaires antiques. Le couvrement de la salle de prière est en voûtes d'arêtes ; une coupole sur base octogonale et trompes en coquille s'élève en avant du mihrab. Près de ce dernier se trouve le minbar en maçonnerie revêtu de panneaux de marbres polychromes ; ceci constitue une nouveauté par apport aux mosquées malékites dont le minbar est exécuté en bois.

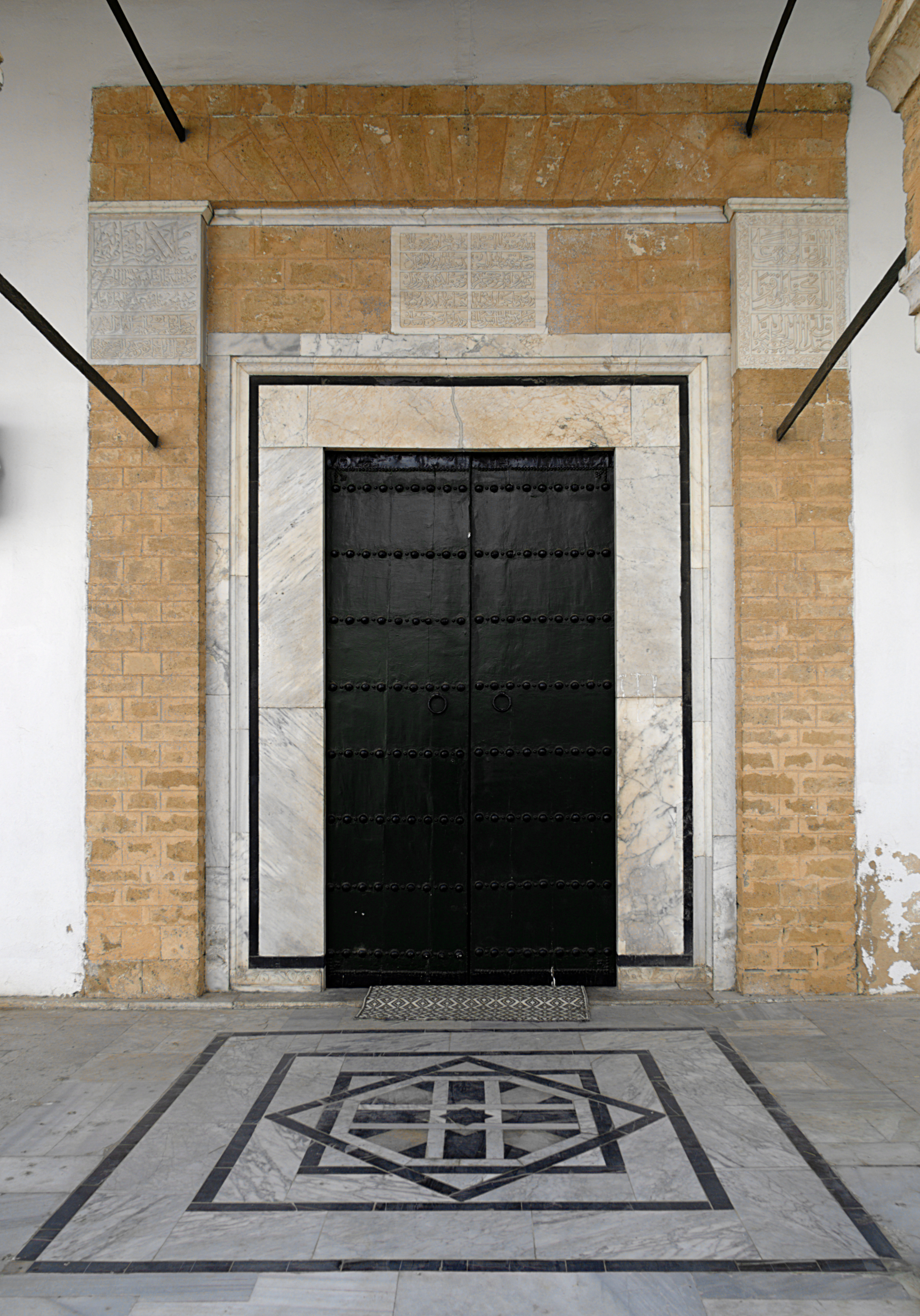
Gros plan sur l'une des portes de la mosquée.
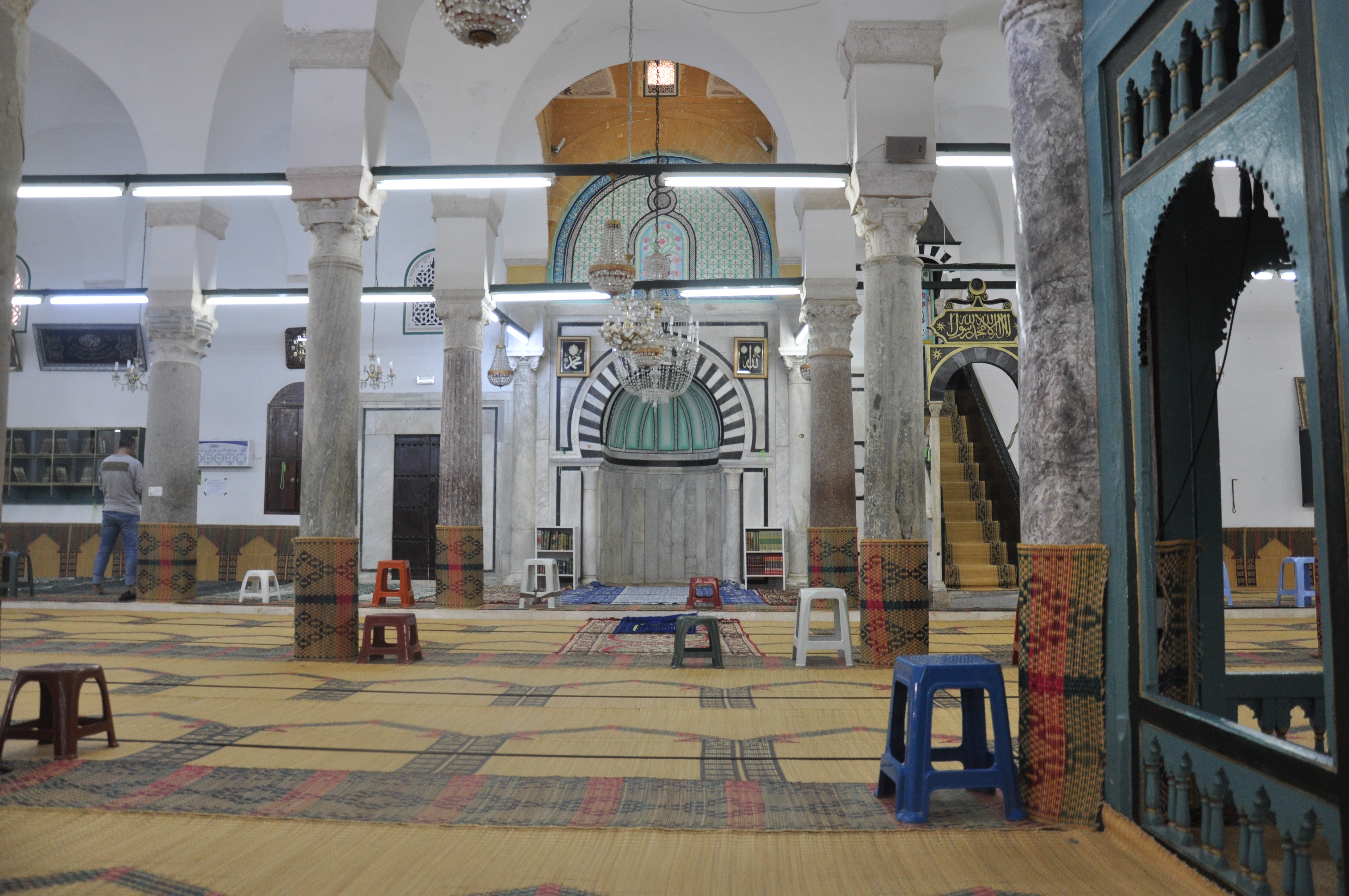
Vue intérieure de la salle de prière. Au fond, se trouve le mihrab.

## Minaret
Son minaret est le premier minaret octogonal à être construit à Tunis et signe son appartenance hanéfite. La tour octogonale s'élève au-dessus d'une base carrée. Elle se termine par un balcon protégé par un auvent en bois, le tout est couronné par un lanternon à toit pyramidal recouvert de tuiles vertes.

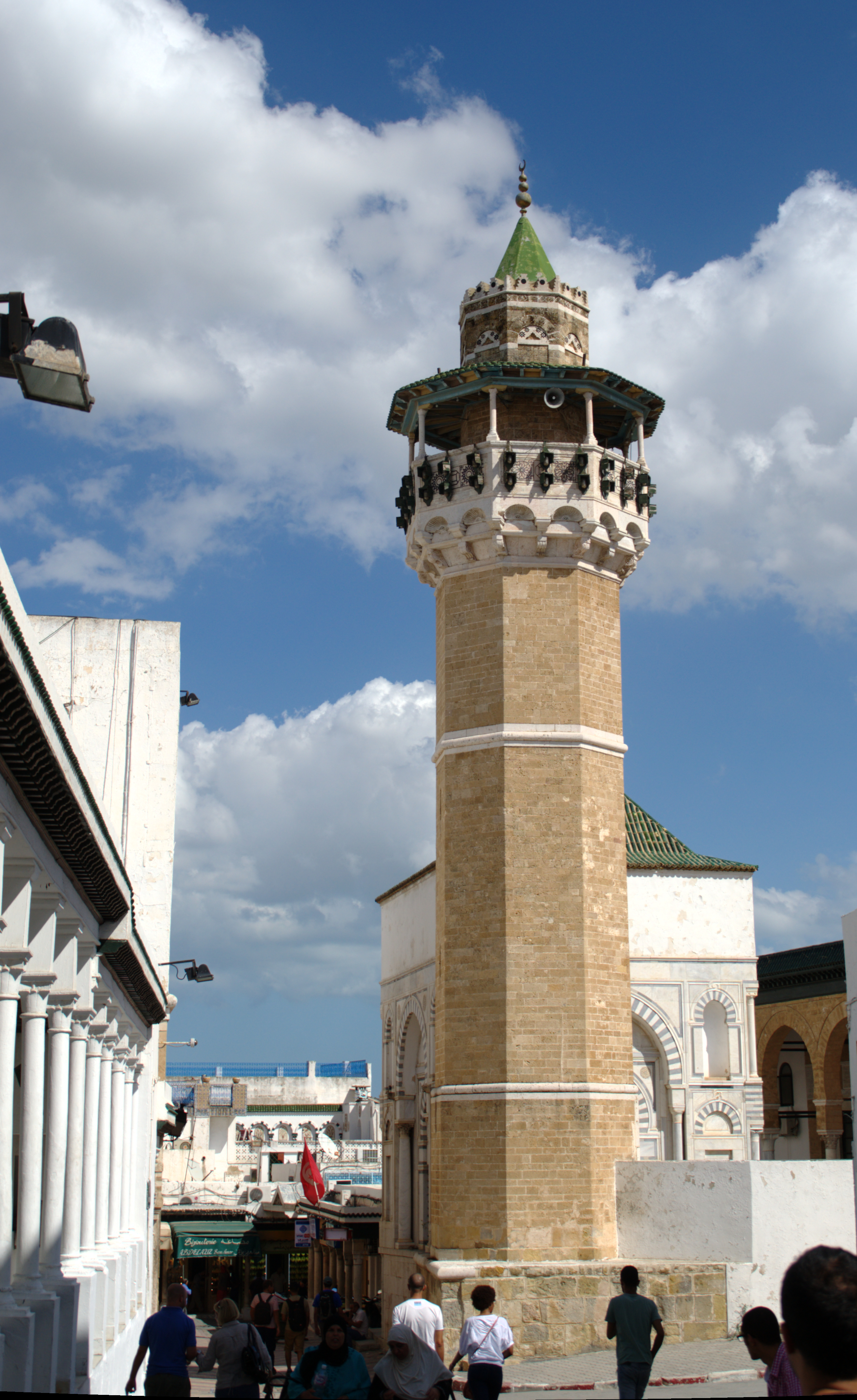
Vue du minaret.
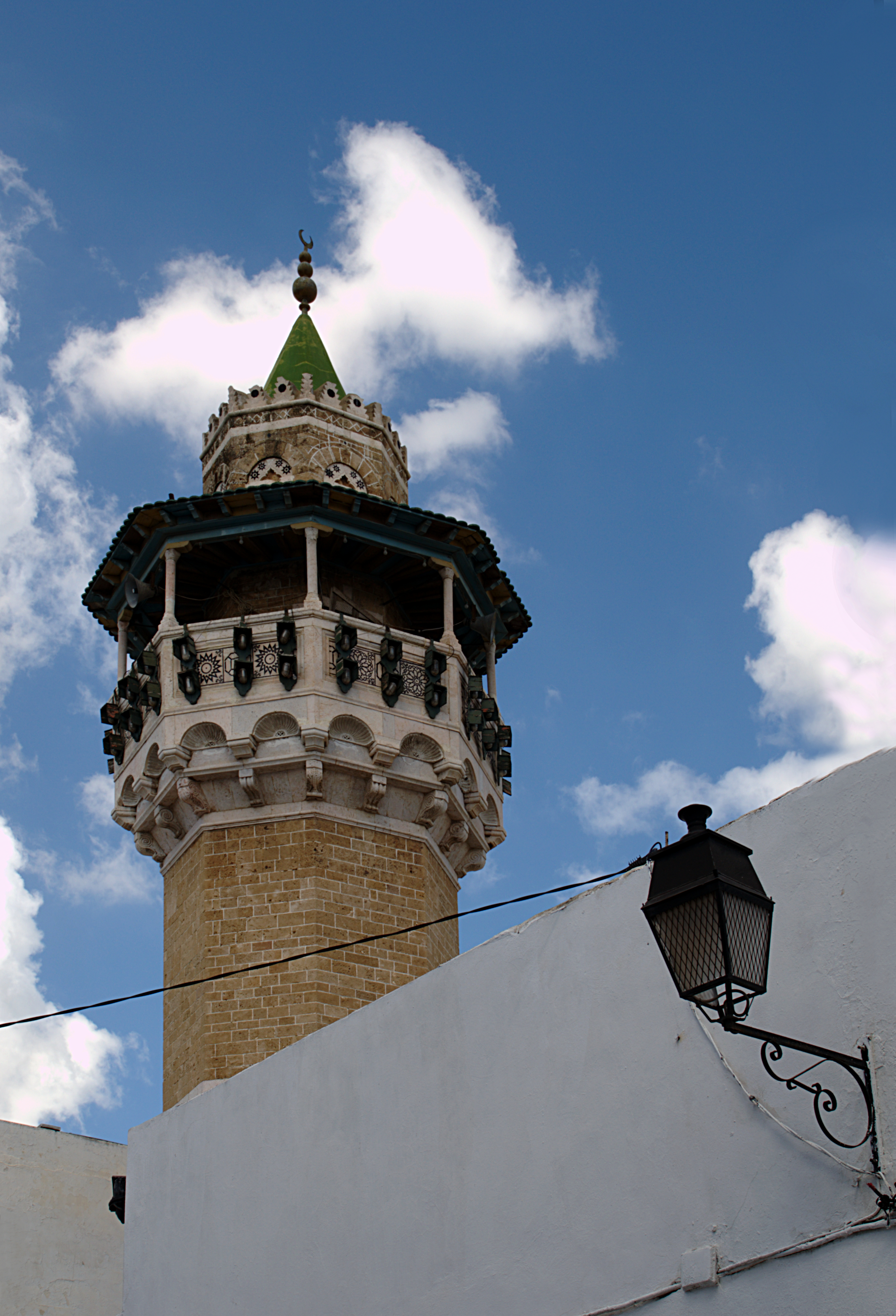
Vue de la partie supérieure du minaret.

## Mausolée
La mosquée comporte également le mausolée de Youssef Dey, inaugurant à Tunis la mosquée funéraire dans laquelle le tombeau du fondateur s'associe au lieu de culte. De plan carré, le mausolée est couvert d'un toit pyramidal revêtu de tuiles vertes. Il présente sur chaque face une grande arcature centrale, flanquée de deux niveaux de défoncements en niches à fond plat. Les revêtements des façades en marbre blanc sont rehaussés de claveaux alternés noirs et blancs. Une inscription commémorative sur l'arcature centrale fournit la date de construction du mausolée.

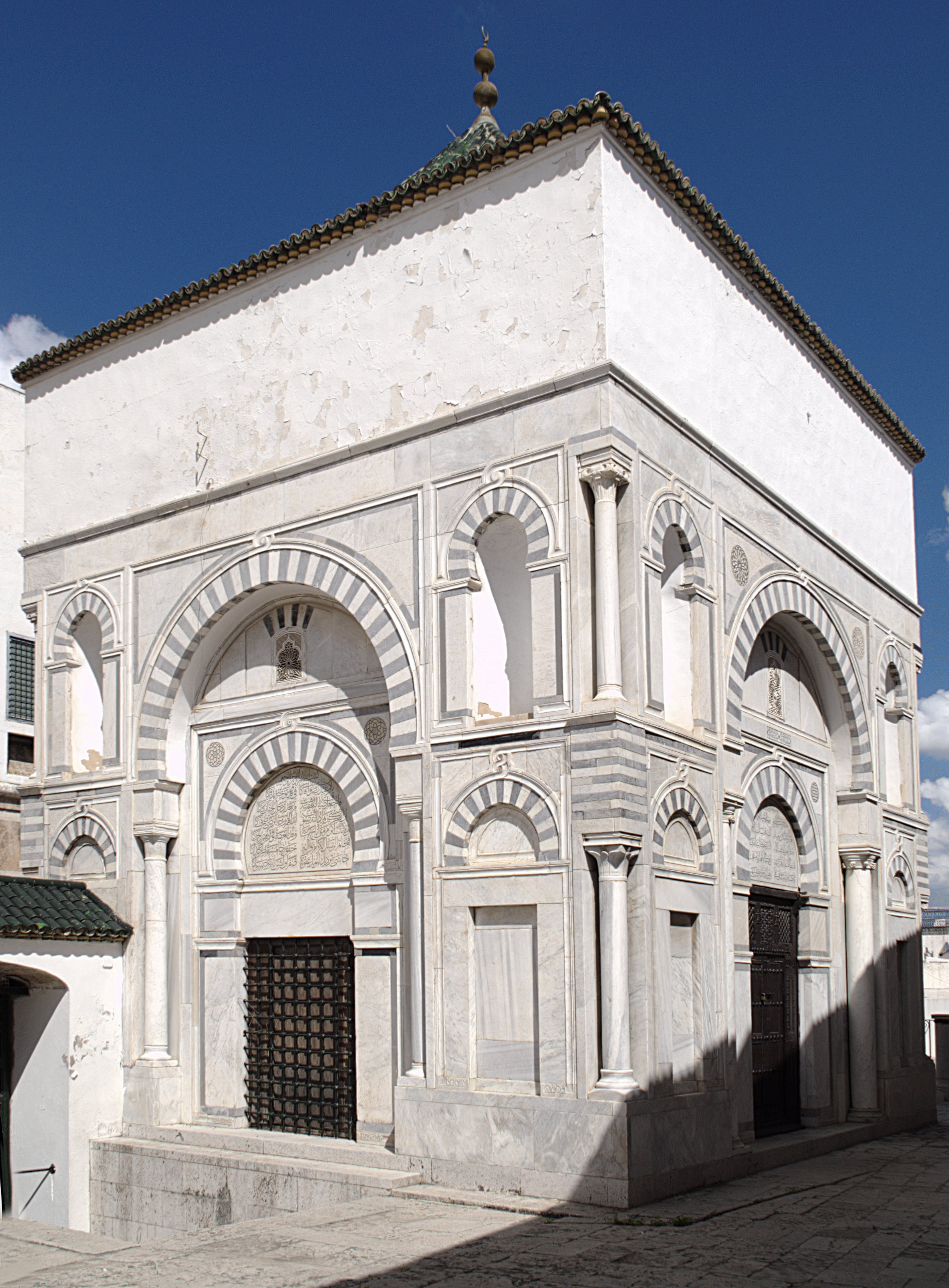
Vue du mausolée refermant les sépultures de Youssef Dey et de sa famille.
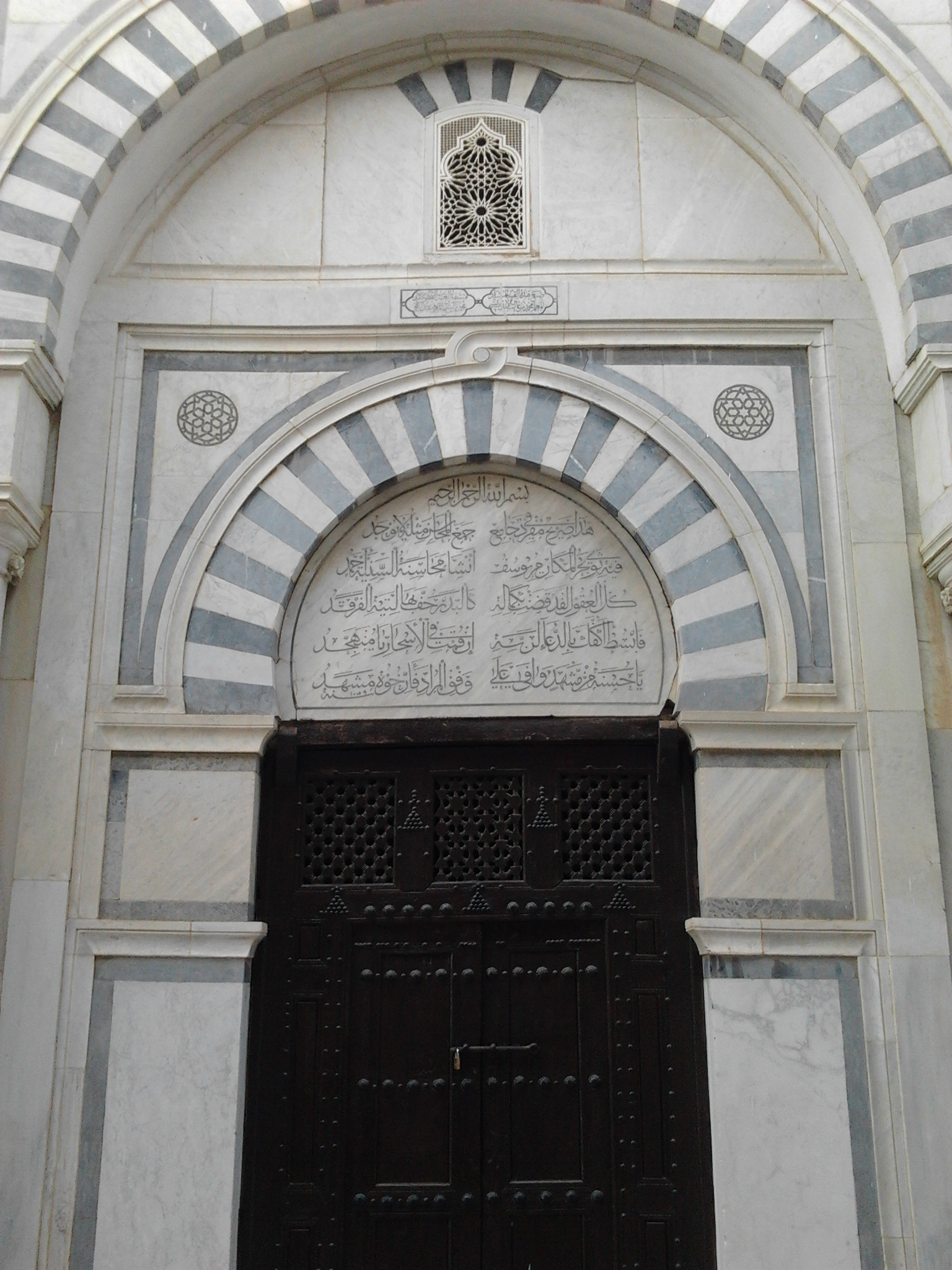
Gros plan sur la porte du mausolée, surmontée d'une inscription commémorative.